# Norm Baker
Norman Henry Baker, detto Norm (Victoria, 17 febbraio 1923 – Victoria, 23 aprile 1989), è stato un cestista e giocatore di lacrosse canadese, professionista nella BAA.

## Carriera
Nel 1950 è stato votato come Outstanding Basketball Player of the Century.